# Campionato del mondo rally 1988
Il Campionato del mondo rally 1988 è stata la 16ª edizione del Campionato del mondo rally. Il titolo piloti vinse Miki Biasion su Lancia Delta Integrale, mentre il titolo costruttori andò alla Lancia.
La stagione è iniziata il 26 gennaio con il Rally di Monte Carlo ed è terminata il 24 novembre con il Rally di Gran Bretagna.

## Risultati
| #  | Data                  | Rally                      | Vincitore       | Vettura                   |
| -- | --------------------- | -------------------------- | --------------- | ------------------------- |
| 1  | 16 - 21 gennaio       | Rally di Monte Carlo       | Bruno Saby      | Lancia Delta HF 4WD       |
| 2  | 4 - 6 febbraio        | Rally di Svezia            | Markku Alén     | Lancia Delta HF 4WD       |
| 3  | 1 - 5 marzo           | Rally del Portogallo       | Miki Biasion    | Lancia Delta HF Integrale |
| 4  | 31 marzo - 4 aprile   | Safari Rally               | Miki Biasion    | Lancia Delta HF Integrale |
| 5  | 3 - 6 maggio          | Rally di Corsica           | Didier Auriol   | Ford Sierra RS Cosworth   |
| 6  | 29 maggio - 1º giugno | Rally dell'Acropoli        | Miki Biasion    | Lancia Delta HF Integrale |
| 7  | 23 - 26 giugno        | Olympus Rally              | Miki Biasion    | Lancia Delta HF Integrale |
| 8  | 9 - 12 luglio         | Rally di Nuova Zelanda     | Sepp Haider     | Opel Kadett GSI 16V       |
| 9  | 2 - 6 agosto          | Rally di Argentina         | Jorge Recalde   | Lancia Delta HF Integrale |
| 10 | 26 - 28 agosto        | Rally di Finlandia         | Markku Alén     | Lancia Delta HF Integrale |
| 11 | 20 - 24 settembre     | Rally della Costa d'Avorio | Alain Ambrosino | Nissan 200SX              |
| 12 | 10 - 14 ottobre       | Rally di Sanremo           | Miki Biasion    | Lancia Delta HF Integrale |
| 13 | 20 - 24 novembre      | Rally di Gran Bretagna     | Markku Alén     | Lancia Delta HF Integrale |

## Classifiche

I campioni del mondo rally 1988: Miki Biasion (a destra, con il suo navigatore Tiziano Siviero) e Lancia Delta HF Integrale "8v".

| Classifica piloti | Classifica piloti | Classifica piloti |
| Pos.              | Pilota            | Punti             |
| ----------------- | ----------------- | ----------------- |
| 1º                | Miki Biasion      | 115               |
| 2º                | Markku Alén       | 86                |
| 3º                | Alex Fiorio       | 76                |
| 4º                | Stig Blomqvist    | 41                |
| 5º                | Timo Salonen      | 33                |
| 6º                | Bruno Saby        | 32                |
| 7º                | Didier Auriol     | 32                |
| 8º                | Mikael Ericsson   | 30                |
| 9º                | Jorge Recalde     | 27                |
| 10º               | Yves Loubet       | 27                |

| Classifica costruttori | Classifica costruttori | Classifica costruttori |
| Pos.                   | Scuderia               | Punti                  |
| ---------------------- | ---------------------- | ---------------------- |
| 1º                     | Lancia                 | 140                    |
| 2º                     | Ford                   | 79                     |
| 3º                     | Audi                   | 71                     |